# E3 Harelbeke 2012
55. edycja wyścigu kolarskiego E3 Harelbeke odbyła się w dniu 23 marca 2012 roku i liczyła 203 km. Wyścig figurował w rankingu światowym UCI World Tour 2012, po raz pierwszy wśród imprez najwyższej rangi wyścigów UCI World Tour.
Zwyciężył Belg Tom Boonen z grupy Omega Pharma-Quick Step, dla którego był to piąty triumf w tym wyścigu. Drugi był Hiszpan Óscar Freire, a trzeci Austriak Bernhard Eisel.
W wyścigu startowało trzech polskich kolarzy: Michał Kwiatkowski z Omega Pharma-Quick Step był 41., Maciej Bodnar z Liquigas-Cannondale zajął 84. miejsce, a Jarosław Marycz jeżdżący w Team Saxo Bank był 85.

## Uczestnicy
Na starcie tego klasycznego wyścigu stanęło 25 zawodowych ekip.
Lista drużyn uczestniczących w wyścigu:
| Numery  | Kod | Drużyna                 |
| ------- | --- | ----------------------- |
| 1-8     | RNT | RadioShack-Nissan-Trek  |
| 11-18   | BMC | BMC Racing Team         |
| 21-28   | LBT | Lotto-Belisol           |
| 31-38   | OPQ | Omega Pharma-Quick Step |
| 41-48   | ALM | Ag2r-La Mondiale        |
| 51-58   | AST | Pro Team Astana         |
| 61-68   | EUS | Euskaltel-Euskadi       |
| 71-78   | FDJ | FDJ-BigMat              |
| 81-88   | GEC | GreenEDGE Cycling Team  |
| 91-98   | KAT | Team Katusha            |
| 101-108 | LAM | Lampre-ISD              |
| 111-118 | LIQ | Liquigas-Cannondale     |
| 121-128 | MOV | Movistar Team           |

| Numery  | Kod | Drużyna                       |
| ------- | --- | ----------------------------- |
| 131-138 | RAB | Rabobank Cycling Team         |
| 141-148 | SKY | Team Sky                      |
| 151-158 | GAR | Garmin-Barracuda              |
| 161-168 | SAX | Team Saxo Bank                |
| 171-178 | VCD | Vacansoleil-DCM               |
| 181-188 | ACC | Accent.jobs-Willems Veranda's |
| 191-198 | COF | Cofidis                       |
| 201-208 | FAR | Farnese Vini-Selle Italia     |
| 211-218 | LAN | Landbouwkrediet               |
| 221-228 | PRO | Project 1t4i                  |
| 231-238 | EUC | Team Europcar                 |
| 241-248 | TPV | Topsport Vlaanderen           |

## Klasyfikacja generalna
| M-ce | Imię i nazwisko   | Kraj      | Drużyna                 | Czas       |
| ---- | ----------------- | --------- | ----------------------- | ---------- |
| 1.   | Tom Boonen        | Belgia    | Omega Pharma-Quick Step | 4h 51' 59" |
| 2.   | Óscar Freire      | Hiszpania | Team Katusha            | + 0"       |
| 3.   | Bernhard Eisel    | Austria   | Team Sky                | + 0"       |
| 4.   | Leonardo Duque    | Kolumbia  | Cofidis                 | + 0"       |
| 5.   | Sep Vanmarcke     | Belgia    | Garmin-Barracuda        | + 0"       |
| 6.   | John Degenkolb    | Niemcy    | Project 1t4i            | + 0"       |
| 7.   | Mathieu Ladagnous | Francja   | FDJ-BigMat              | + 0"       |
| 8.   | Alexandre Pichot  | Francja   | Team Europcar           | + 0"       |
| 9.   | Alessandro Ballan | Włochy    | BMC Racing Team         | + 0"       |
| 10.  | Sébastien Turgot  | Francja   | Team Europcar           | + 0"       |